# 1529
1529. је била проста година.

## Догађаји

### Септембар
- 3. септембар - 8. септембар — Опсада Будима (1529)

### Октобар
- 15. октобар — Завршена прва опсада Беча повлачењем турске војске султана Сулејмана I Величанственог.